# Гостиницы Барнаула
В Барнауле насчитывается более 40 гостиниц различного уровня: 3-звёздочные отели, гостиницы экономкласса, базы отдыха, парк-отели и гостинично-развлекательные комплексы.

## История

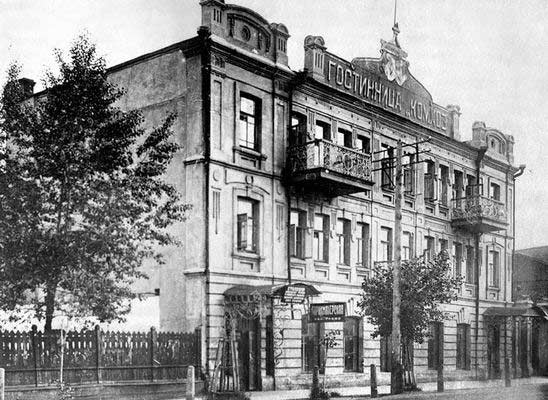
Гостиница госпожи Саас в 1920-е годы

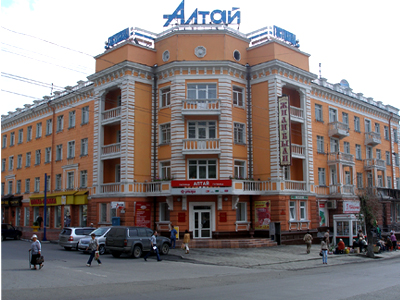
Гостиница «Алтай», 2008 год.

До 1917 года кроме гостиниц в Барнауле имелись так называемые «меблированные комнаты», в которых постояльцы могли проживать довольно длительное время. Крестьяне, приезжавшие в город, предпочитали останавливаться на постоялых дворах, здесь можно было разместить телеги или сани, поставить в конюшни лошадей. Уровень обслуживания и оплата на постоялых дворах были значительно ниже, чем в гостиницах. В 1860-х годах в Барнауле имелась лишь одна гостиница. В 1896 году «меблированные комнаты» с трактиром открыл отставной чиновник Куликовский. В 1897 году златоустовский мещанин П. Звездин в арендованном помещении (дом Мусохранова) оборудовал гостиницу «Сибирь». В это время в городе имелось 24 постоялых двора и 2 заведения «меблированные комнаты». В 1909 году были открыты гостинцы «Европа» и «Империал». «Европа» размещалась на улице Пушкина, она была построена из кирпича, имела 3 этажа, электрическое освещение, рассчитана на 40 номеров. На первом этаже работал ресторан I-го класса. Первоначальной владелицей была томская мещанка К. Саас, позже заведение купил И. Розен. В 1920-е и 1930-е в этом здании размещалась гостиница «Комхоз», в послевоенное время — общежитие, а на первом этаже столовая. В конце 1970-х начался капитальный ремонт здания, а затем оно было снесено.
Владельцем «Империала» на берегу реки Барнаулки являлся К. Кузнецов, здание было деревянным, двухэтажным с полуподвалом. В 1919 году здесь размещался штаб партизанской армии Е. Мамонтова, в 1926 году во время трансазиатской экспедиции в ней останавливался Н. К. Рерих. Во время реконструкции 1997 года случился пожар и здание полностью сгорело. Город утратил интересный памятник деревянного зодчества и истории.
Накануне Первой мировой войны в Барнауле имелось 8 гостиниц и заведений «меблированные комнаты». Помимо «Европы» и «Империала», это были — «Северная» на Московском проспекте, «Ялта» на Мостовом переулке, «Россия», «Центральная», «Модерн». При них действовали рестораны или трактиры. Кроме того, в городе было около 40 постоялых дворов. Значительное количество этих заведений относительно числа населения объясняется тем, что Барнаул в начале XX века был довольно крупным региональным торговым центром. Сюда приезжало много коммерсантов и крестьян, последние привозили сельскохозяйственные продукты на продажу. В результате большого пожара 2 мая 1917 года и разрухи периода Гражданской войны число гостиниц резко сократилось.

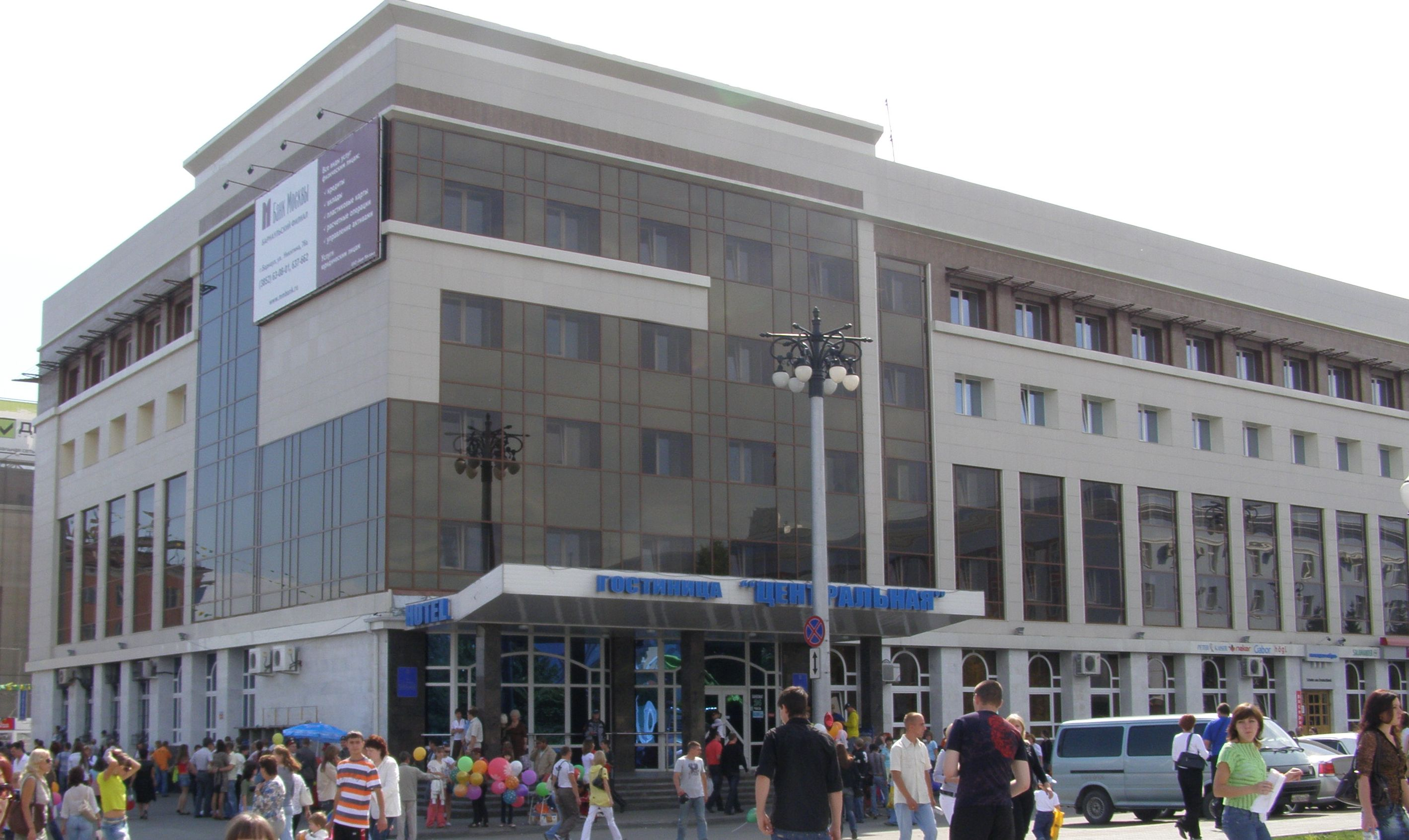
Гостиница «Центральная», 2008 год.

Гостиничное дело начинает вновь развиваться, когда Барнаул становится крупным административным и промышленным центром, что связано со строительством БМК и образованием Алтайского края в 1937 году. В 1938-1941 годах на пересечении проспекта Ленина и улицы Анатолия построена комфортабельная 4-этажная гостиница «Алтай» на 217 мест с рестораном (архитекторы А. В. Баранский и В. Л. Казаринов). В 1960-е годы в городе по типовым проектам были построены 3 пятиэтажные гостиницы: в 1961 году «Сибирь» на Социалистическом проспекте на 256 мест; в 1968 году «Центральная» на площади Советов на 301 место (после реконструкции — 152); «Колос» на Молодёжной улице на 285 мест. В 1983 году открыта самая большая гостиница города — «Барнаул», которая имела 12 этажей и была рассчитана на 600 мест (архитектор П. Ю. Андреев, совместно с Г. Саевичем). Кроме того, в советское время существовало множество ведомственных гостиниц.
В 1990-е и 2000-е годы в Барнауле практически не осталось средств размещения, находящихся в государственной собственности. После реконструкции новую жизнь получили гостиницы «Сибирь», «Барнаул» и «Центральная». Частные инвесторы начали вкладывать свои средства в эту сферу экономики — в городе появился первый 4-звёздочный отель «Улитка», а также «Александр Хаус», ориентированный на зарубежных гостей. Кроме того, за эти годы появилось множество мини-отелей и гостинично-развлекательных комплексов рассчитанных на 10-20 человек, например, «Лесные дали», «Восточная», «Лалетин», «Обской мост» и т. д.

## Современное состояние
Неполный список гостиниц Барнаула:

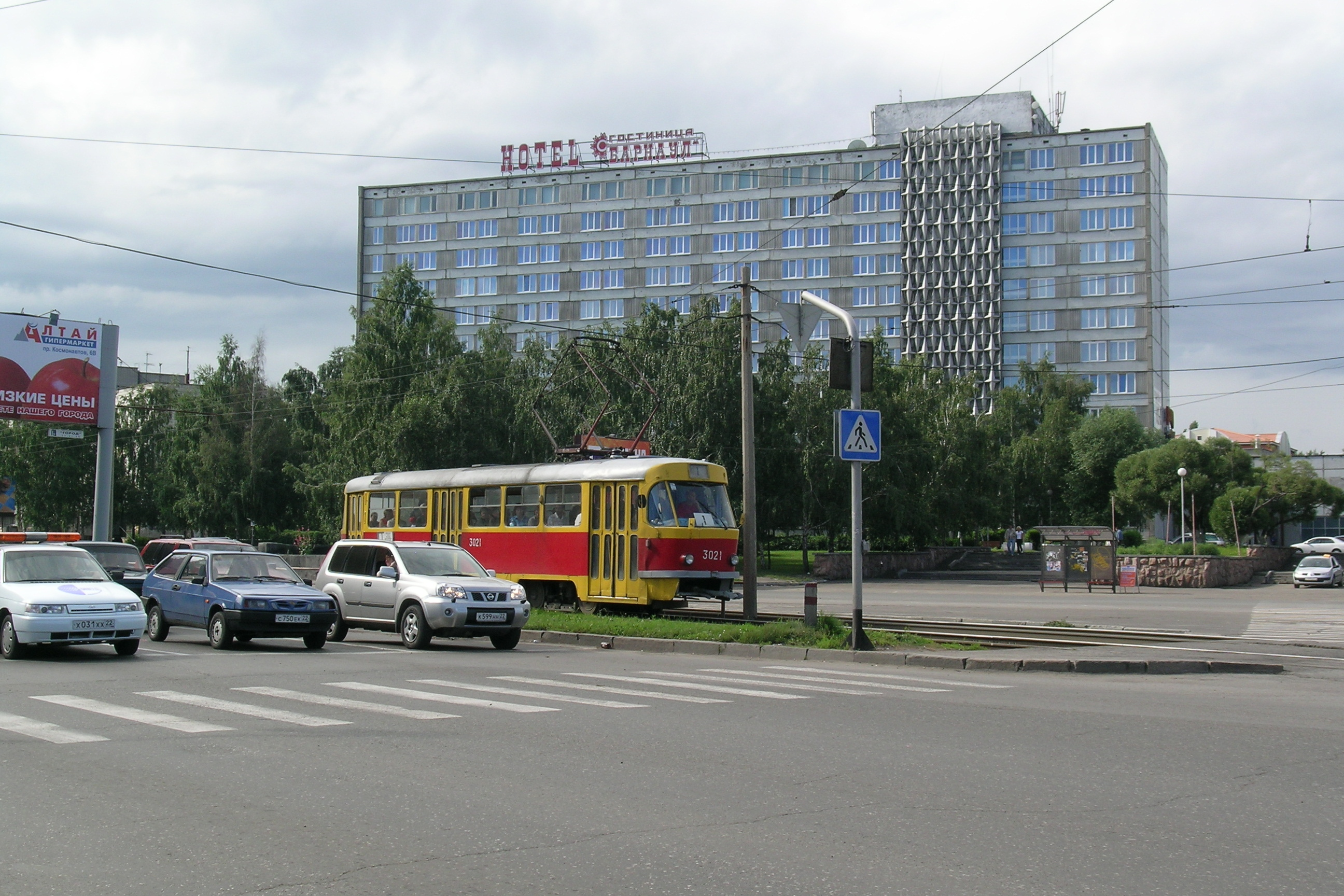
Гостиница «Барнаул», 2006 год.

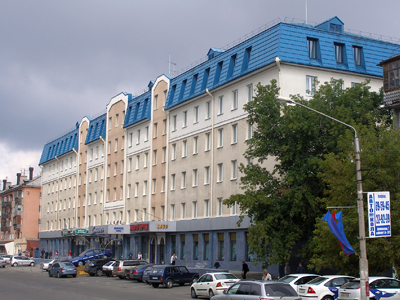
Гостиница «Сибирь», 2008 год.

- - «Заречье» — ул. Правобережный тракт, 18
  - «Улитка» — ул. Короленко, 60
  - «Отель FOX» — ул. Взлетная, 2е
  - «Александр Хаус» — ул. Профинтерна, 4
  - «Сибирь» — пр. Социалистический, 116
  - «Турист» — пр. Красноармейский, 72
  - «Русь» — ул. Чкалова, 57а
  - «Москвич» — ул. Ясная, 78
  - «Пять чудес» - ул. Эмилии Алексеевой, 9Б
  - «Мальта» - ул. Папанинцевв, 111
  - «Алтайлесхоз» — Змеиногорский тракт, 108г
  - «Алтай» — пр. Ленина, 24
  - «Багира» — ул. Солнечная Поляна, 13
  - «Барнаул» — пл. Победы, 3
  - «Виктория» — ул. Льва Толстого, 16а
  - «Восточная» — ул. Кулагина, 25
  - «Колос» — ул. Молодёжная, 5
  - «Лалетин» — ул. Мало-Тобольская, 24
  - «Лесные дали» — ул. Широкая просека, 17
  - «Ника» — ул. Фурманова, 61а
  - «Нинель» — ул. Матросова, 7б
  - «Обской мост» — пл. Баварина, 17
  - «Отдыхалов» — пр. Калинина, 116б, ул. Новороссийская, 7
  - «Прага» — ул. Тюменская, 1
  - «Центральная» — пр. Ленина, 57
  - «Энергетик» — пр. Калинина, 106
  - «Отель 24 часа» — ул. Пионеров 9
  - «Кристина и Карина» — Павловский тракт 2, Советской Армии, 7
  - «Федоров Апарт-Отель» — ул. Садгородская, 14
  - «Золотая подкова» — Шоссе Ленточный Бор, 31
  - «Аэропорт» — Павловский тракт, 226
  - «Хаус Сити» — ул. Путиловская, 20 г
  - «Апартаменты на Комсомольском» — Комсомольский проспект, 80
  - «Абсолют» — Павловский тракт, 81к2
  - «Престиж» — ул. Воровского, 165
  - «Бизнес-Турист» — ул. Цеховая, 29а